# Kiyotaki-ji (Tosa)

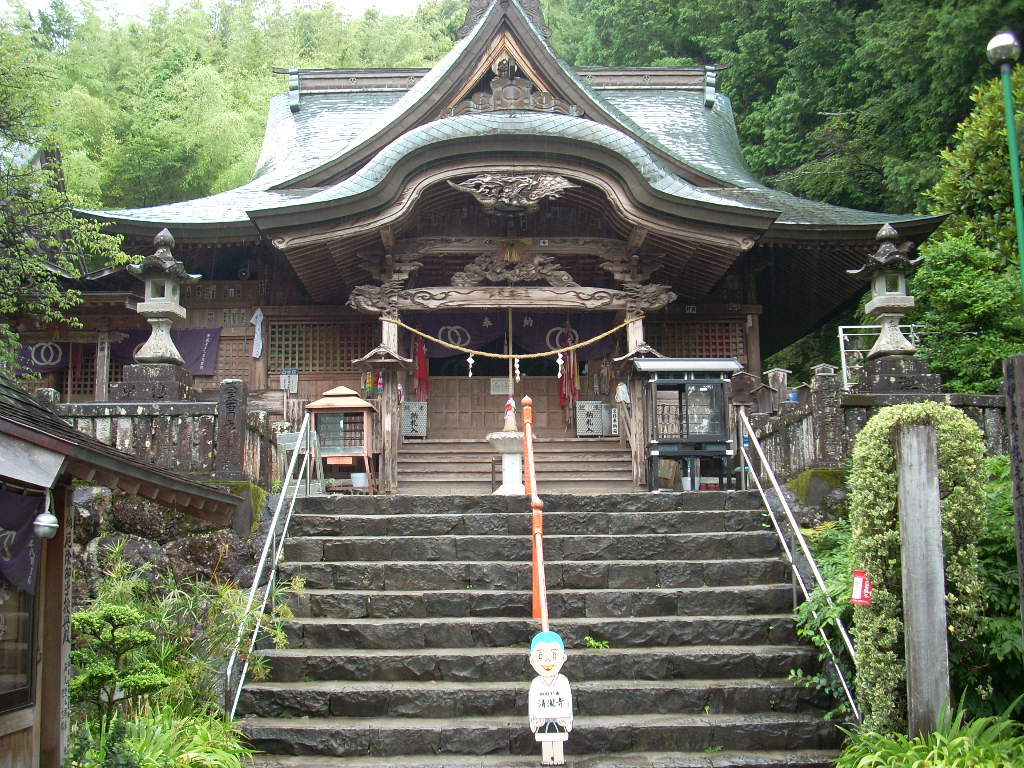
Haupthalle

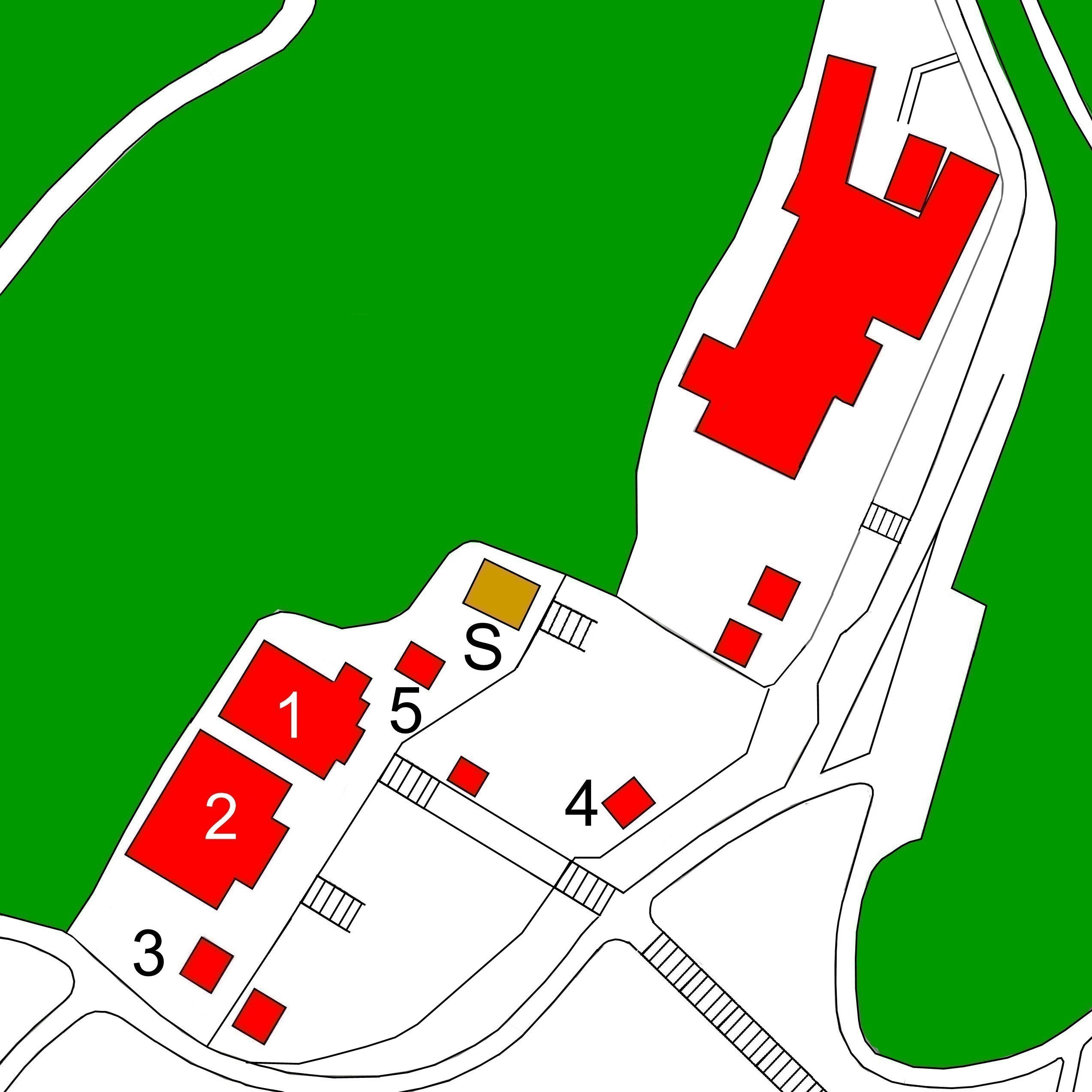
Plan des Tempels (s. Text)

Der Kiyotaki-ji (japanisch 清瀧寺), mit den Go Iōzan (醫王山) und Kyōchiin (鏡池院) in  der Stadt Tosa (Präfektur Kōchi), ist ein Tempel Buzan-Zweiges (豊山派) des Shingon-Buddhismus. In der traditionellen Zählung ist er der 35. Tempel des Shikoku-Pilgerwegs.

## Geschichte
Der Überlieferung nach kam Priester Gyōki im Jahr Yōrō 7 (723) auf seinem Pilgerweg hier vorbei und spürte, dass dies ein heiliger Platz war. Daraufhin fertigte er eine Skulptur des heilenden Buddha, des Yakushi (薬師如来) an. Für den Yakishi  errichtete er eine Tempelanlage, die er „Eizanmitsu-in“ (影山密院) beziehungsweise „Ekimoku-ji“ (繹木寺) nannte. – Der Besuch Priesters Kūkai 100 Jahre später fiel in die Kōnin-Jahre 810 bis 824. Er errichtete etwa 300 m entfernt auf dem Gipfel des dortigen Berges einen Altar und verbrachte dort 17 Tage mit Beten. Am letzten Tag stieß er mit einem goldenen Stab in den Altar, woraufhin aus einem Felsen eine Quelle klares Wasser hervorsprudelte und einen spiegelglatten Teich füllte. Dieses Wasser floss den Berg hinunter, bewässerte die Felder, auf denen Sträucher wuchsen, aus denen Mitsumata Japanpapier gewonnen werden konnte.
Der Überlieferung nach kam im Jahr 861 Prinz Takaoka (高岳親王; Takaoka Shinnō) vor seiner Reise nach China zu asketischen Übungen zum Tempel. Takaoka war der dritte Sohn des Kaisers Hiezei und war mit der Thronbesteigung 809 des Kaisers Saga eigentlich als dessen Nachfolger vorgesehen, verlor aber diese Position im Zwischenfall um Kusuko (薬子の変, Kusuko no hen). Später wandte er sich den geheimen Überlieferungen des Shingon zu. Um dessen Grundlagen erlernen, war er auf den Weg nach China und kam dabei durch die Provinz Tosa. Eine Steinstupa im Dickicht unterhalb des Tempels erinnert an den Besuch, da das Dickicht als „nicht betretbar“ (不入山, Irazu yama) erklärt wurde, kann die Gedenkstätte jedoch nicht besichtigt werden.
In der Edo-Zeit unterstützten die Fürsten von Tosa, die Yamanouchi, den Tempel mit einer Zuwendung von mehreren hundert Seki und ließen ihn weiter ausbauen, so dass er zu den großen Tempeln von Tosa gehörte. Zum Symbol dafür, dass ein Gebet am Tempel Unheil abwenden kann, ist die übergroße Statue des Yakushi Nyorai geworden.

## Anlage
Auf dem Weg zum Tempel passiert man das Tempeltor, das hier als Niō-Tor (仁王門), ausgeführt ist, also als ein Tor mit Platz für die beiden Tempelwächter rechts und links vom Durchgang. Dann folgt eine lange Treppe, bis man nach Überqueren einer Straße das Tempelgelände erreicht. Nach ein paar weiteren Stufen hat man die untere Ebene erreicht. Rechts steht der Glockenturm (鐘楼, Shōrō; 4), voraus sieht man die Haupthalle (本堂, Hondō; 1) zu der man eine letzte Treppe hochsteigen muss. Links neben der Haupthalle steht die Halle, die dem Tempelgründer gewidmet ist, die Daishidō (大師堂; 2) und ganz links der Kannon-Pavillon (観音堂; 3). Sowohl die Haupthalle als auch die Daishidō zeigen an der Frontseite eine geschwungene Giebelpartie im „chinesischen Stil“ (唐破風, Karahafu), die in Japan im 17. und 18. Jahrhundert häufig anzutreffen ist.  
Rechts von der Haupthalle befindet sich ein Pavillon mit den Mizuko-Jizō (水子地蔵; 5), also der heilige Jizō, zu dem nach Fehlgeburten oder für abgetriebene Kinder bittet. Noch weiter rechts steht der Kotote-Schrein (琴手神社; 5).
Die Skulptur des gefahrabwendenden Yakushi, der die Tempelanlage überragt, wurde 1932 von einem Papierhersteller gestiftet. Sie ist mit Sockel 15 m hoch, wobei zum Sockel 11 mal 8 Stufen führen, die ihn kreisförmig umgeben.

## Schätze
Die Hauptkultfigur, ein stehender Yakushi (薬師如来立像, Yakushi Nyorai ritsuzō), ist 154 cm hoch und ist als Wichtiges Kulturgut Japans registriert. Zu den weiteren Schätzen gehören ein Bronzespiegel (銅造鏡像, Dōzō Kyōzō) und drei Kakehotoke (懸仏), das sind Scheiben mit einer sitzenden Buddha-Figur. Die vier Scheiben, die als Kulturgut der Präfektur registriert sind, haben einen Durchmesser von 15 bis 30 cm und wurden von der Heina- bis in die Muromachi-Zeit hergestellt.

## Bilder

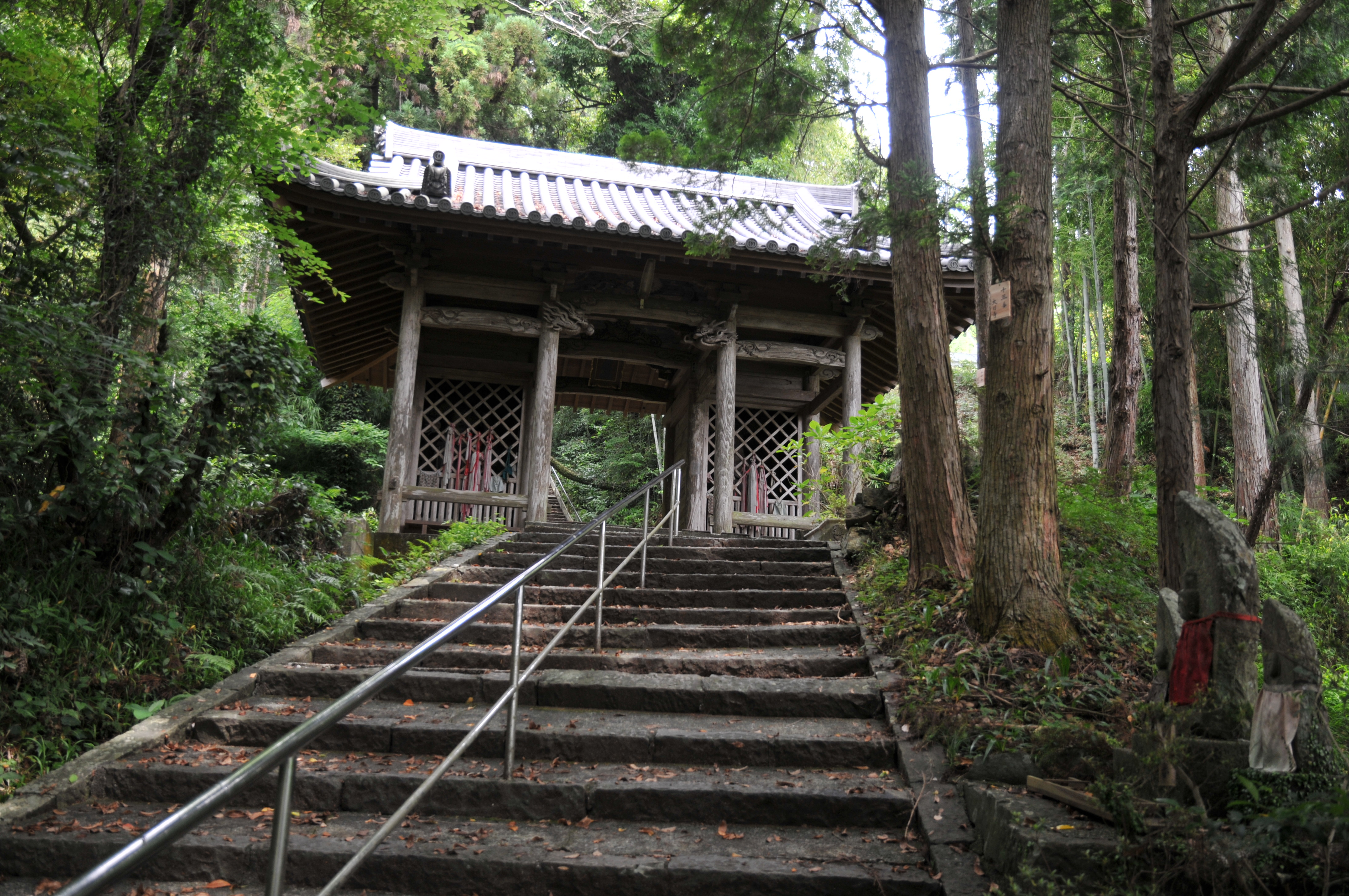
Tempeltor
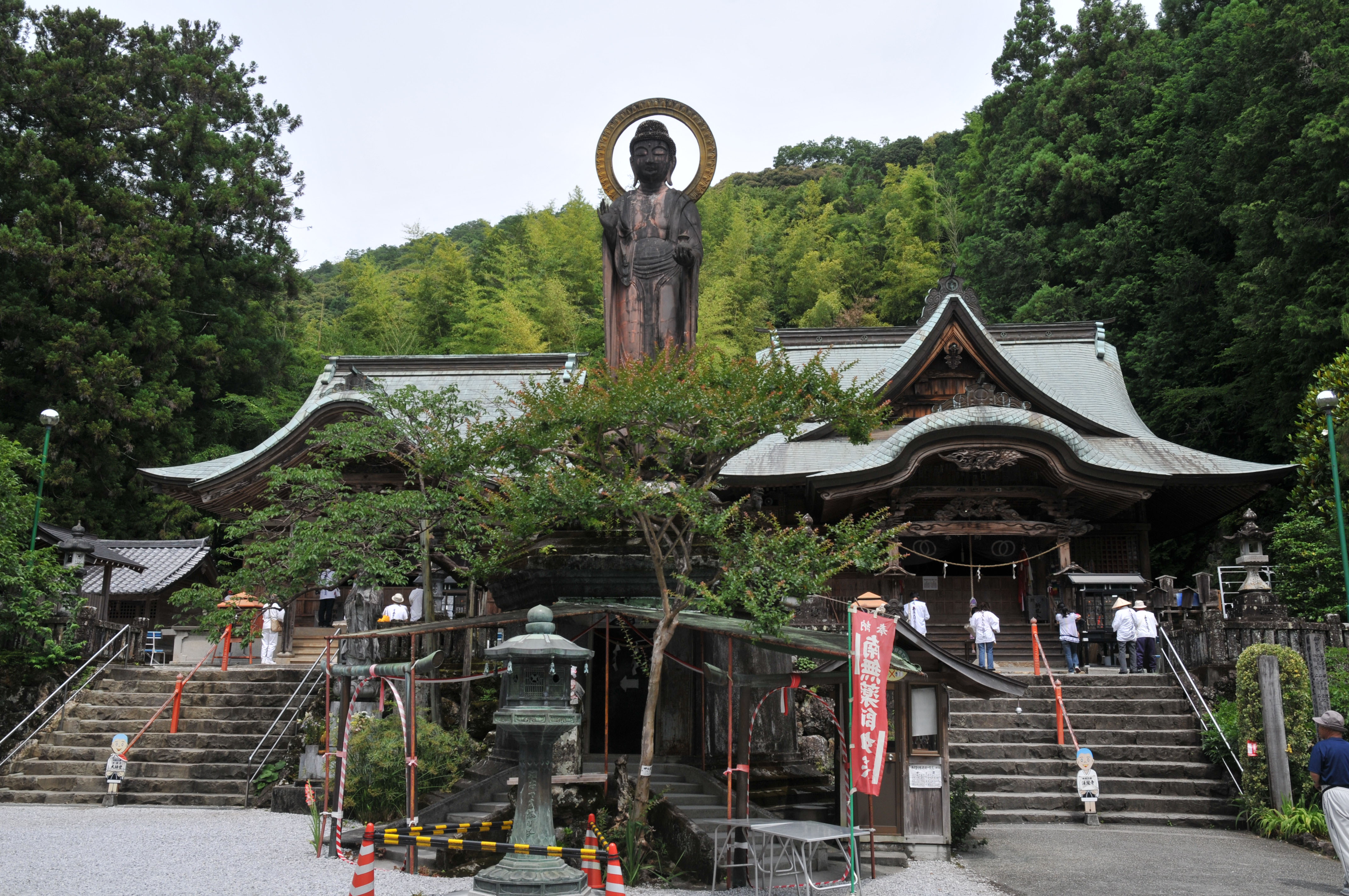
Tempelkomplex mit dem Yakushi
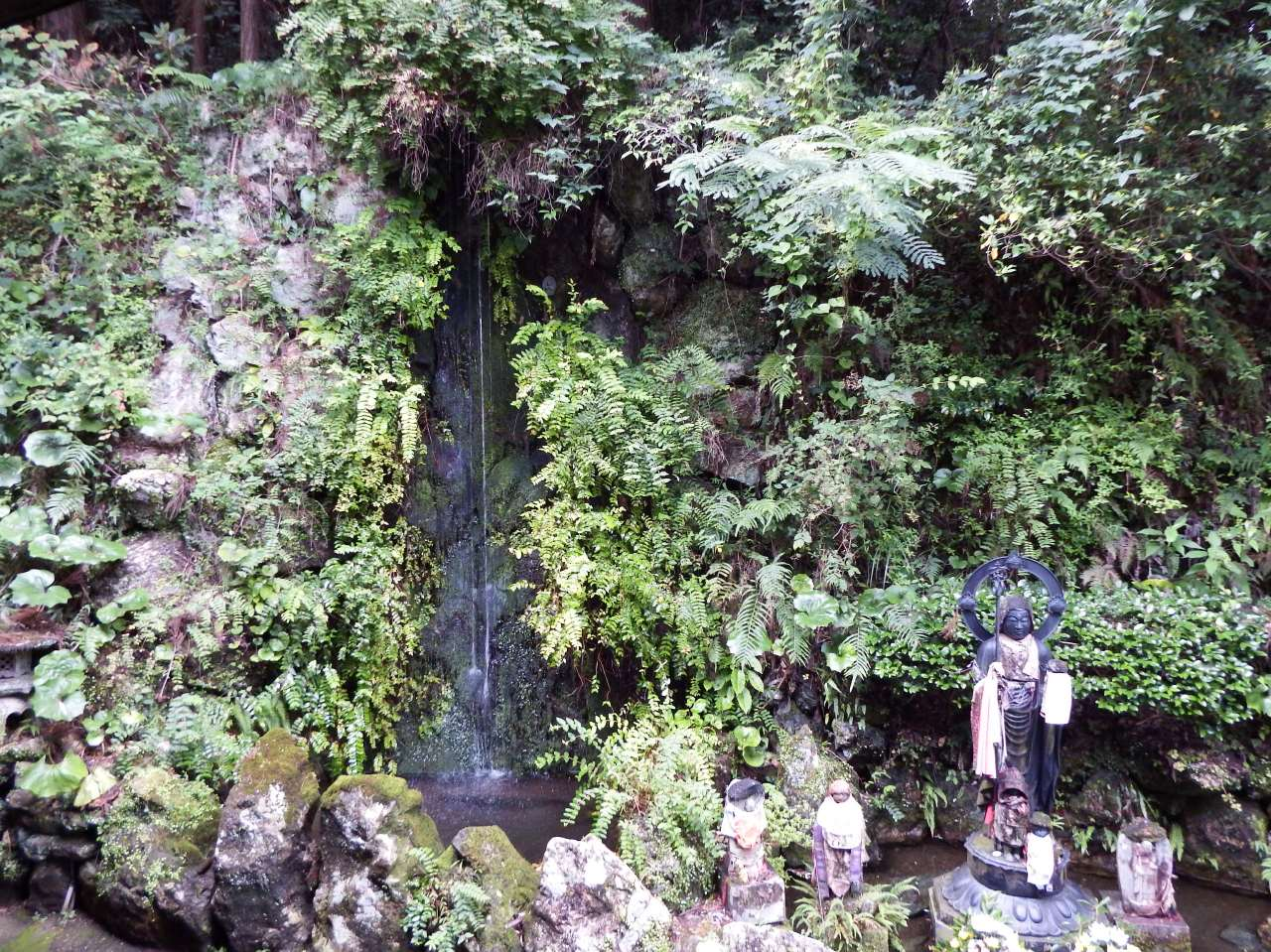
Quelle rechts neben der Haupthalle
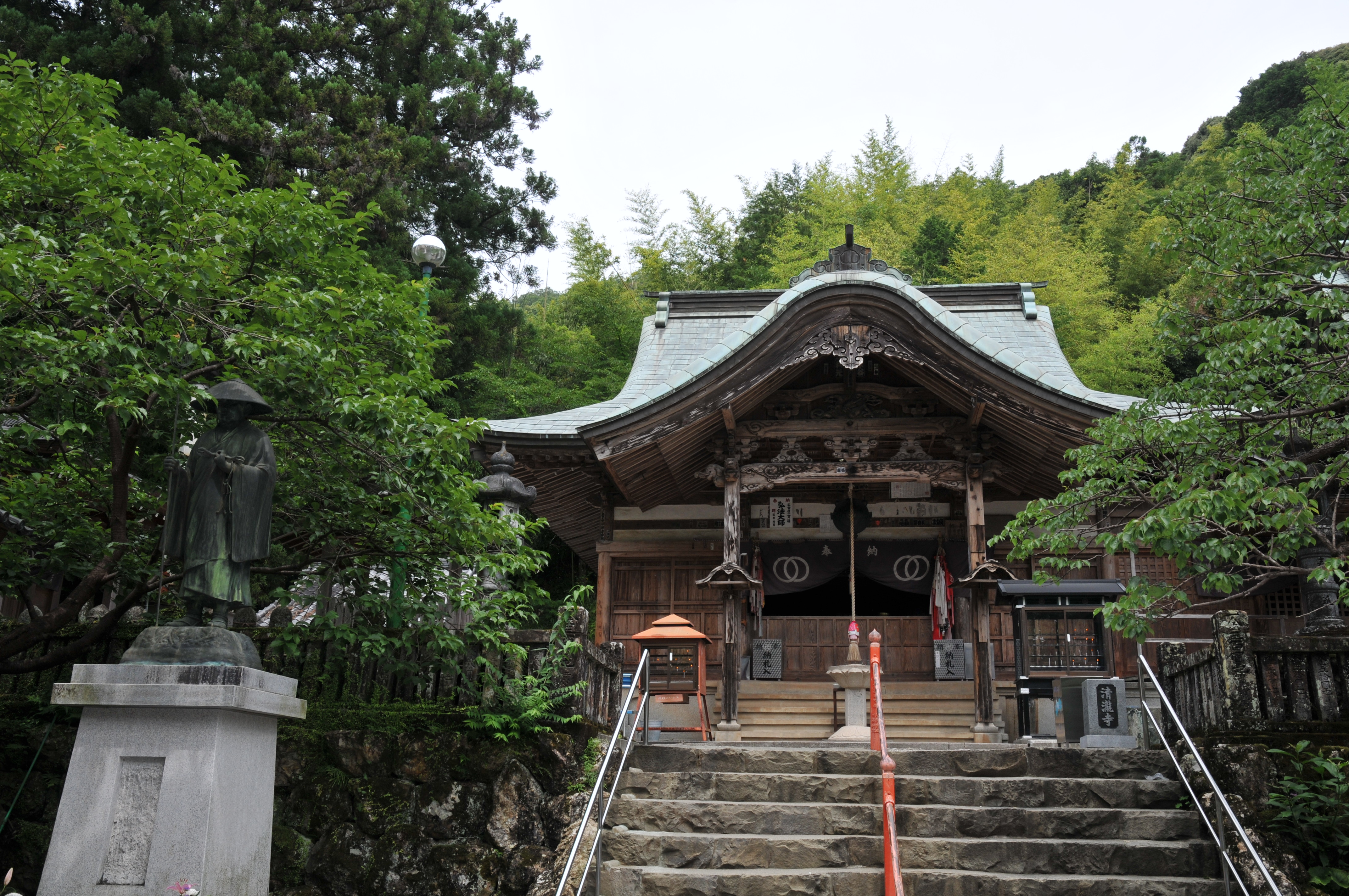
Daishidō
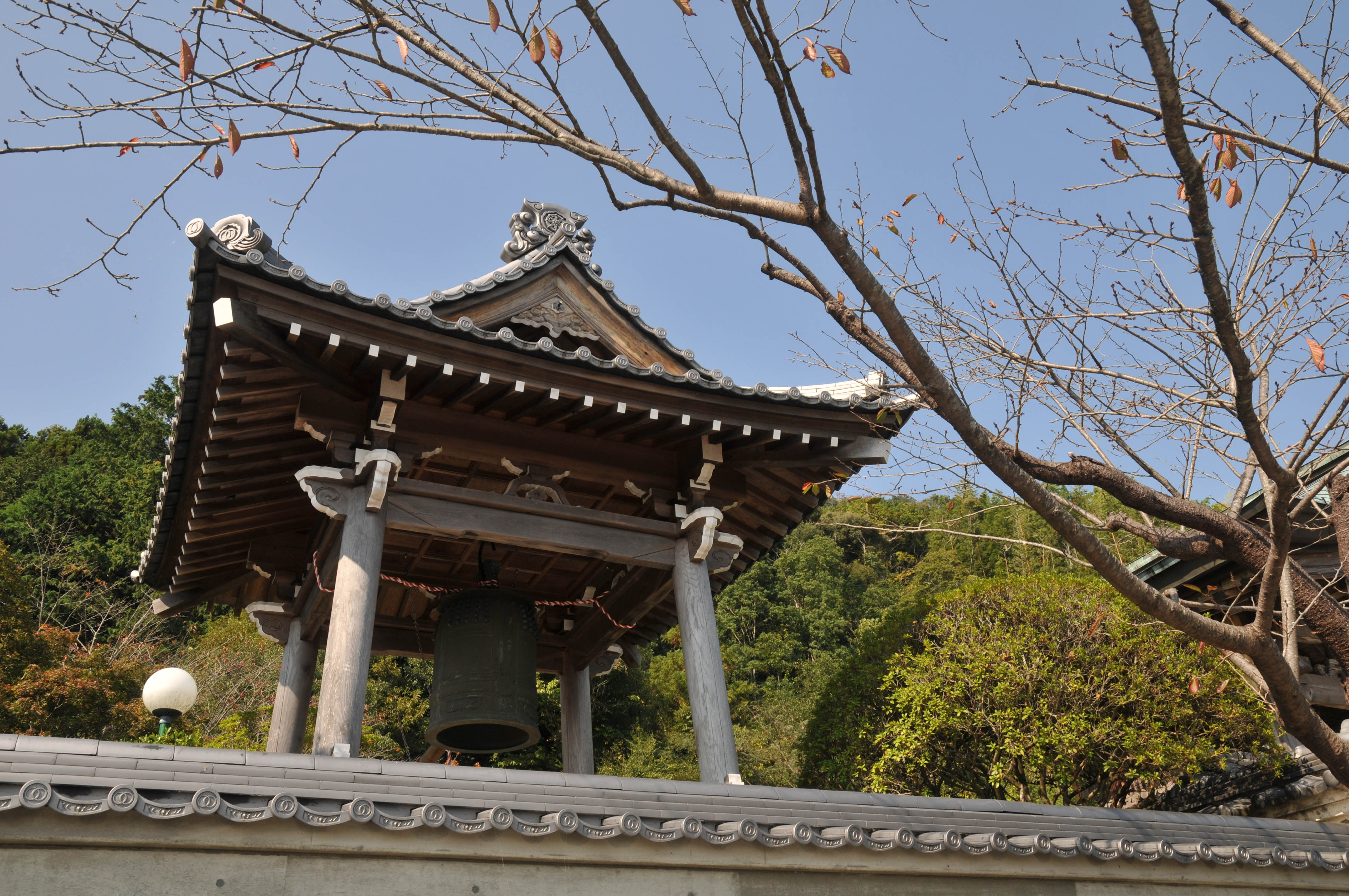
Glocke
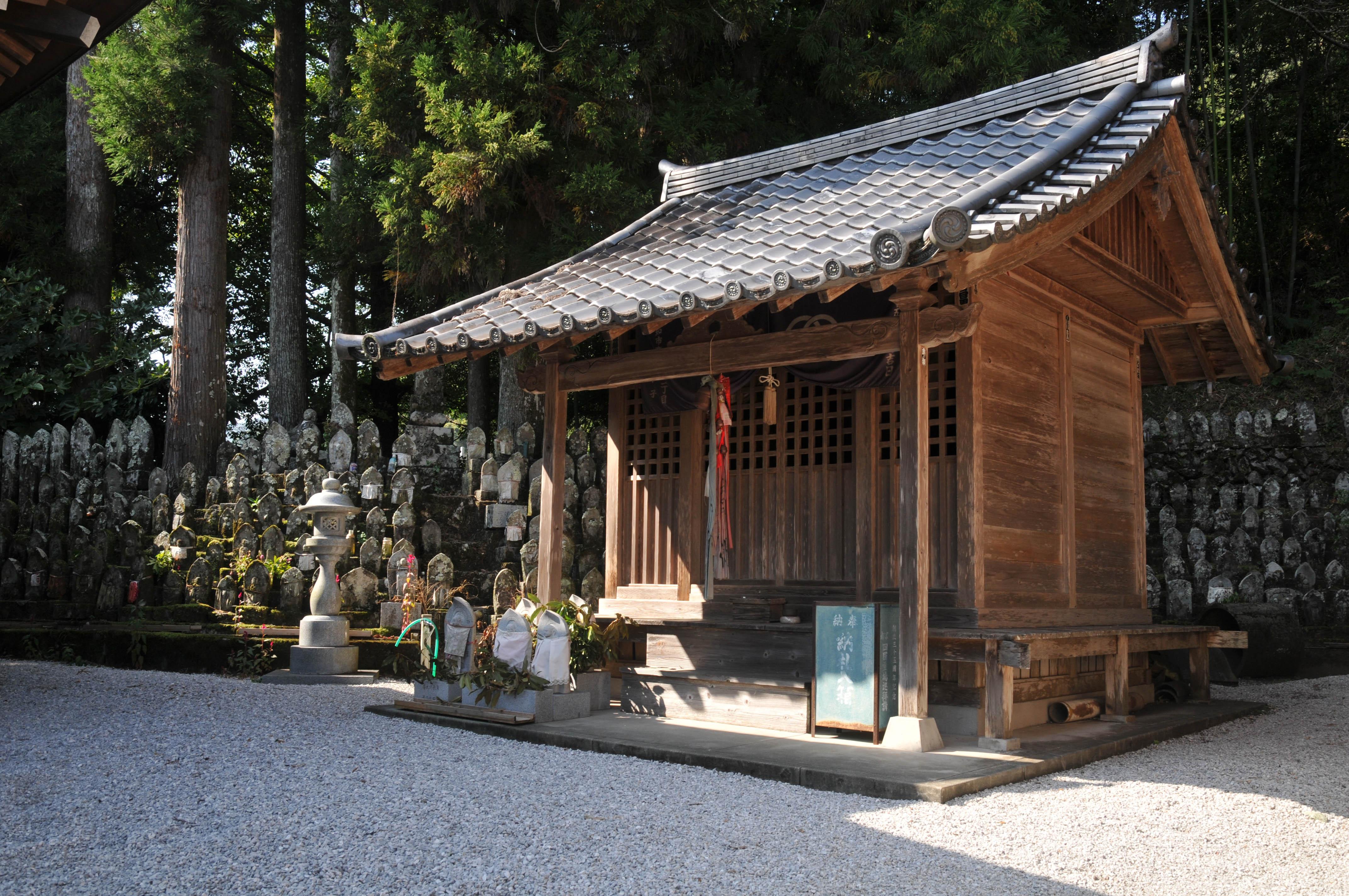
Mizuko-Jizōdō